# Bob Donaldson
Robert Donaldson (ur. 27 sierpnia 1871, zm. 28 kwietnia 1947) – szkocki piłkarz, który występował na pozycji napastnika.
Karierę piłkarską rozpoczął w zespole Airdrieonians, skąd przeszedł do Blackburn Rovers. W maju 1892 został zawodnikiem Newton Heath. W tym samym roku klub rozegrał pierwszy sezon w Division One, a 3 września 1892 w meczu przeciwko Blackburn Rovers Donaldson zdobył pierwszego gola w lidze dla zespołu. W Newton Heath rozegrał w sumie 155 meczów i zdobył 66 bramek. W grudniu 1897 odszedł do Luton Town.